# Graden
Graden est une ancienne commune autrichienne du district de Voitsberg en Styrie.
Depuis le premier janvier 2015 elle est intégrée à la municipalité de Köflach.